# Captiva
Captiva ist ein census-designated place (CDP) im Lee County im US-Bundesstaat Florida. Das U.S. Census Bureau hat bei der Volkszählung 2020 eine Einwohnerzahl von 318 ermittelt.

## Geographie
Captiva befindet sich auf der Insel Captiva Island am Golf von Mexiko. Die Insel ist über eine Brücke mit Sanibel Island verbunden, die wiederum über eine Brücke mit dem Festland bei Cape Coral verbunden ist. Captiva befindet sich rund 40 km westlich von Fort Myers. Tampa befindet sich etwa 260 km und Miami 270 km entfernt.

## Demographische Daten
Laut der Volkszählung 2010 verteilten sich die damaligen 583 Einwohner auf 1446 Haushalte, davon sind die meisten als Zweitwohnsitz genutzte Ferienwohnungen. Die Bevölkerungsdichte lag bei 182,2 Einw./km². 78,0 % der Bevölkerung bezeichneten sich als Weiße, 20,1 % als Afroamerikaner und 1,0 % als Asian Americans. 0,9 % gaben die Angehörigkeit zu mehreren Ethnien an. 3,6 % der Bevölkerung bestand aus Hispanics oder Latinos.
Im Jahr 2010 lebten in 4,4 % aller Haushalte Kinder unter 18 Jahren sowie 45,1 % aller Haushalte Personen mit mindestens 65 Jahren. 46,8 % der Haushalte waren Familienhaushalte (bestehend aus verheirateten Paaren mit oder ohne Nachkommen bzw. einem Elternteil mit Nachkomme). Die durchschnittliche Größe eines Haushalts lag bei 1,63 Personen und die durchschnittliche Familiengröße bei 2,21 Personen.
4,1 % der Bevölkerung waren jünger als 20 Jahre, 27,7 % waren 20 bis 39 Jahre alt, 22,7 % waren 40 bis 59 Jahre alt und 45,3 % waren mindestens 60 Jahre alt. Das mittlere Alter betrug 58 Jahre. 48,0 % der Bevölkerung waren männlich und 52,0 % weiblich.
Das durchschnittliche Jahreseinkommen lag bei 79.219 $, dabei lebten 6,7 % der Bevölkerung unter der Armutsgrenze.
Im Jahr 2000 war Englisch die Muttersprache von 100 % der Bevölkerung.

## Sehenswürdigkeiten
Der Captiva School and Chapel-by-the-Sea Historic District und der Tween Waters Inn Historic District sind im National Register of Historic Places gelistet.